# Bains
 Bains  es una población y comuna francesa, situada en la región de Auvernia, departamento de Alto Loira, en el distrito de Le Puy-en-Velay y cantón de Solignac-sur-Loire. Se encuentra en la Via Podiensis, que forma parte del Camino de Santiago.

## Demografía
| 903 | 859 | 852 | 841 | 917 | 1030 |
| Para los censos de 1962 a 1999 la población legal corresponde a la población sin duplicidades (Fuente: INSEE [Consultar]) |     |     |     |     |      |